# Карр, Джудит (кёрлингистка)
Джу́дит Карр (англ. Judith Carr) — шотландская кёрлингистка.
В составе смешанной парной сборной Шотландии участник чемпионата мира 2008 (заняли четырнадцатое место). В составе женской сборной ветеранов Шотландии участник чемпионатов мира (серебряные призёры в 2012).
В «классическом» кёрлинге (команда из четырёх человек одного пола) в основном играет на позиции первого.

## Достижения
- Чемпионат мира по кёрлингу среди ветеранов: серебро (2012).

## Команды
| Сезон                                               | Четвёртый    | Третий        | Второй         | Первый          | Запасной    | Турниры              |
| --------------------------------------------------- | ------------ | ------------- | -------------- | --------------- | ----------- | -------------------- |
| 2011—12                                             | Barbara Watt | Jean Hammond  | Maggie Barry   | Valerie Mahon   | Джудит Карр | ЧМВ 2012             |
| 2014—15                                             | Barbara Gibb | Carol Scott   | Elinor Ritchie | Margaret Archer | Джудит Карр | ЧМВ 2015             |
| Кёрлинг среди смешанных пар (mixed doubles curling) |              |               |                |                 |             |                      |
| 2007—08                                             | Джудит Карр  | Диллан Перрас |                |                 |             | ЧМСП 2008 (14 место) |

(скипы выделены полужирным шрифтом)